# NGC 56
NGC 56 (ook wel GC 28) is een niet-bestaand object in het sterrenbeeld Vissen dat beschreven wordt in de New General Catalogue.
NGC 56 werd op 13 oktober 1825 gelokaliseerd door de Engelse astronoom John Herschel. Hij beschreef een nevelig gebied in de ruimte.
Astronomen hebben opgemerkt dat de observatie een reflectie kan zijn geweest van een heldere ster die twee graden ten noorden van de locatie van NGC 56 ligt. Andere observaties van Herschel tijdens deze periode, waaronder onder andere Messier 15, waren correct gelokaliseerd. Een algemene fout in lokalisatie tijdens de survey kan dus worden uitgesloten.